# Kkrist Mirror
Pour les articles homonymes, voir Mirror.
Kkrist Mirror, de son vrai nom Christian Guyot, né en 1958 à Saumur, est un auteur français de bande dessinée et dessinateur de presse.

## Biographie
Né en 1958 à Saumur, Kkrist Mirror grandit dans le Maine-et-Loire jusqu'à ses dix-huit ans. Vivant à proximité de l'ancien site du camp de Montreuil-Bellay (qui a servi à emprisonner les nomades pendant la Seconde Guerre mondiale), son père est un ancien déporté de la forteresse de Graudenz, satellite du camp de Stutthof, facteurs qui concourent à nourrir son intérêt pour les Rroms, qui s'exprime dans ses albums pendant plus de trente ans.
Dans les années 1970, il fréquente la Maison des jeunes et de la culture de Saumur, où il co-fonde un club de bande dessinée. Il étudie les arts graphiques à Rennes[Quand ?], les Beaux-Arts à Angers[Quand ?], puis à Tours[Quand ?] et intègre la Faculté d'arts plastiques à Paris, où il  obtient la licence[Quand ?] ; il collabore avec Rock & Folk, Libération, Charlie Hebdo et Métal hurlant. Son premier album de bande dessinée, Akromegalie, paraît en 1982 chez Les Humanoïdes Associés. Il fonde[Quand ?] l'association Comique Tripes, qui publie un fanzine éponyme, ainsi qu'un autre, Cosmic Street, édité par Trippes Cosmiques. Il est enseignant dans une école à Paris[Laquelle ?] et il anime également des stages d'initiation à la bande dessinée à la MJC de Saumur.
Après plusieurs années d'enseignement et en tant que dessinateur de presse, il se documente (via Jacques Sigot) sur le camp d'internement de Montreuil-Bellay. Il commence alors un travail au long cours sur le peuple rom : Le Jollec, Le pèlerinage des Saintes-Marie-de-la-Mer, Tsiganes, Gitans et Manouches : « la majeure partie de son œuvre est consacrée aux gens du voyage ». Il est aussi amateur de moto, ce qui le conduit à publier un ouvrage sur le sujet : Moto - Visions graphiques (2011).

## Œuvre
- Akromegalie, scénario et dessins de Kkrist Mirror, Les Humanoïdes Associés, collection Pied Jaloux, 1982  (ISBN 2-7316-0156-6)
- Participation dans : Amiante - Chronique d'un crime social[7], scénario de Dikeuss et  Albert Dandrov, dessins de Juan María Córdoba, Lazoo, Kkrist Mirror, Frédéric Coicault, Dikeuss, Ian Dairin, Jean-Frédéric Minéry, Unter, Jean-François Miniac et Pauline Casters, Septième Choc, 2005  (ISBN 2-914809-03-4) (BNF 41205814)
- A Gospel Story, scénario et dessins de Kkrist Mirror, Éditions Nocturne, collection BD Blues, 2004  (ISBN 2-84907-183-8)
- Chronique du camp de Montreuil-Bellay (1940-1944) - Le Jollec, scénario et dessins de Kkrist Mirror, Éditions de l'Anjou, 1994  (ISBN 2-909800-65-2)
- Gitans - Le Pèlerinage des Saintes-Maries-de-la-Mer[8], scénario et dessins de Kkrist Mirror, Emmanuel Proust éditions, 2009  (ISBN 978-2-84810-233-7)
- Moto - Visions graphiques, scénario et dessins de Kkrist Mirror, Emmanuel Proust éditions, collection Atmosphères 2011  (ISBN 978-2-84810-273-3)
- Tsiganes : 1940-1945, le camp de concentration de Montreuil-Bellay, scénario et dessins de Kkrist Mirror, Emmanuel Proust éditions, 2008  (ISBN 978-2-84810-184-2) Deux rééditions en 2016  (ISBN 978-2-368-46068-9) et 2021  (ISBN 978-2-368-46480-9) (Steinkis)
- Au coin de ma mémoire, scénario de Francis Groux, dessins de Kkrist Mirror, PLG, 2011  (ISBN 978-2-917837-09-2)
- Participation dans : Marie Moinard et collectif, En chemin elle rencontre... Les artistes se mobilisent pour le respect des droits des femmes, Vincennes, Des ronds dans l'O / Amnesty International, février 2011, 96 p. (ISBN 978-2-917237-15-1)
- Manouches[9],[10], Steinkis, 2016 - Mention spéciale du jury œcuménique